# Södermanlands runinskrifter 177
Sö 177 är en vikingatida runsten av granit inmurad i vapenhuset i Kärnbo ödekyrka, Kärnbo socken och Strängnäs kommun i Södermanland. 
Den synliga delen är 1,6 meter lång och 0,7 meter bred. Foten av stenen är dold under vapenhusets östra vägg och toppen är avslagen. Runhöjden är 4–6 cm.

## Inskriften
Translitterering av runraden:
ragna : let × raisa × stain × þin(a) ... ... × sun × kuþbirnaR × trenk × ufi(l)an
Normalisering till runsvenska:
Ragna let ræisa stæin þenna ... ... sun GuðbiarnaR, dræng ofælan.
Översättning till nusvenska:
Ragna lät resa denna sten ... Gudbjörns son, en ... yngling.
Ordet ufi(l)an är ett adjektiv, men innebörden är oklar, och någon tolkning lämnas inte. Runtexdatabasen anger dock "oförfärad tapper man".